# Португальское Конго
Португальское Конго (порт. Protetorado do Congo Português; 30 апреля 1885 — 15 мая 1920 года) — одна из колоний Португалии, возникшая по завершении Берлинской конференции о разделе Африки между европейскими державами.
Португальское Конго было в некоторой степени преемником недолго существовавшего Протектората Кабинда (1 февраля 1885 — 30 апреля 1885 года), хотя Португальское Конго и отличалось от него как в правовом (теперь оно имело более низкий статус колонии), так и в территориальном отношении (после конференции оно более не имело выхода к устью реки Конго, уступив часть своей территории Свободному государству Конго под управлением бельгийского короля). В таком виде Португальское Конго просуществовало до административно-территориальной реформы 1920 года, по условиям которой оно потеряло статус отдельной колонии и стало одной из провинций другой португальской колонии (Португальская Западная Африка; ныне — Ангола), по отношению к которой, как и по отношению к самой Португалии, оно являлось полуэксклавом.
Полное подчинение Кабинды Анголе было болезненно воспринято местным населением. Туземные вожди продолжали оспаривать правомерность такого понижения статуса протектората до уровня колонии с последующим присоединением её к Анголе на всём протяжении португальского контроля. В 1975 и 2002 годах лидеры местного политического подполья Кабинды проводили попытки объявить независимость Кабинды от остальной Анголы на основе своего первоначального статуса автономного протектората, но оба раза потерпели поражение.